# Drosophila synpanishi
Drosophila synpanishi este o specie de muște din genul Drosophila, familia Drosophilidae, descrisă de Toyohi Okada în anul 1964. Conform Catalogue of Life specia Drosophila synpanishi nu are subspecii cunoscute.